# Lasiambia
Lasiambia is een vliegengeslacht uit de familie van de halmvliegen (Chloropidae).

## Soorten
- L. albidipennis (Strobl, 1893)
- L. baliola (Collin, 1946)
- L. brevibucca (Duda, 1933)
- L. conicola (Hering, 1941)
- L. coxalis (von Roser, 1840)
- L. fycoperda (Becker, 1910)
- L. lagunae (Becker, 1908)
- L. palposa (Fallen, 1820)
- L. paralella (Becker, 1910)
- L. parcepilosa (Collin, 1946)
- L. rondani (A. Costa, 1854)
- L. subsplendens (Duda, 1933)